# Primula runcinata
Primula runcinata là một loài thực vật có hoa trong họ Anh thảo. Loài này được C.M. Hu miêu tả khoa học đầu tiên năm 1983.